# It’s Ok, All Right
Az It’s OK, All Right című dal Def Dames Dope belga eurohouse csapat első kimásolt kislemeze az It’s a Girl! - The Album című stúdióalbumról.
A dal a holland kislemezlistára került fel, ahol a 9. helyezést sikerült elérnie. Belgiumban viszont első helyezést ért el, és két hétig maradt ebben a pozícióban.

## Számlista
12" / UK
- A	It's Ok, All Right (12" Remix)	5:06
- B1	It's Ok, All Right (Radio Remix)	3:48
- B2	It's Ok, All Right (Original Mix)	3:55

7" / Benelux
- A	It's Ok, All Right (Radio Remix)	3:48
- B	It's Ok, All Right (Original Mix)	3:55

## Slágerlista
| Slágerlista (1992)             | Helyezés |
| ------------------------------ | -------- |
| Hollandia (Nederlandse Top 40) | 9        |
| Belgium (Ultratop 50) Vallonia | 1        |